# Vlieland
Vlieland (Flylân en frisón) es una de las islas Frisias, situada entre Texel y Terschelling. El mar del Norte queda al noroeste y el mar de Frisia al sureste. La isla constituye además un único municipio homónimo de la provincia de Frisia en los Países Bajos. En 2013 tenía una población de 1.109 habitantes ocupando una superficie de 315,80 km², de los que 279,67 km² corresponden a la superficie ocupada por el agua por solo 36,13 km² de tierra, con una densidad de población de 31 h/km². 
El municipio cuenta con un único pueblo llamado Oost-Vlieland
Tiene un total de 12 km de playa y 26 km de carriles para bicicletas. Dispone, además, de una línea de autobús (la número 110).

## Historia
La isla se formó tras la inundación de 1287, cuando se separó del continente en el proceso de formación del mar de Frisia. En 1736 desapareció un segundo pueblo, West-Vlieland, evacuadas las últimas casas tras luchar durante décadas contra las inundaciones. 
La isla perteneció administrativamente a la provincia de Holanda Septentrional hasta 1942, pasando a Frisia con la ocupación alemana en la Segunda Guerra Mundial, situación que no se revirtió al terminar esta. La isla tenía su propio dialecto, el vlielands, semejante a otros de la Holanda Septentrional, extinguido en 1993.
En Oost-Vlieland nació en 1640 Willem de Vlamingh, célebre explorador de Nueva Holanda.

## Galería

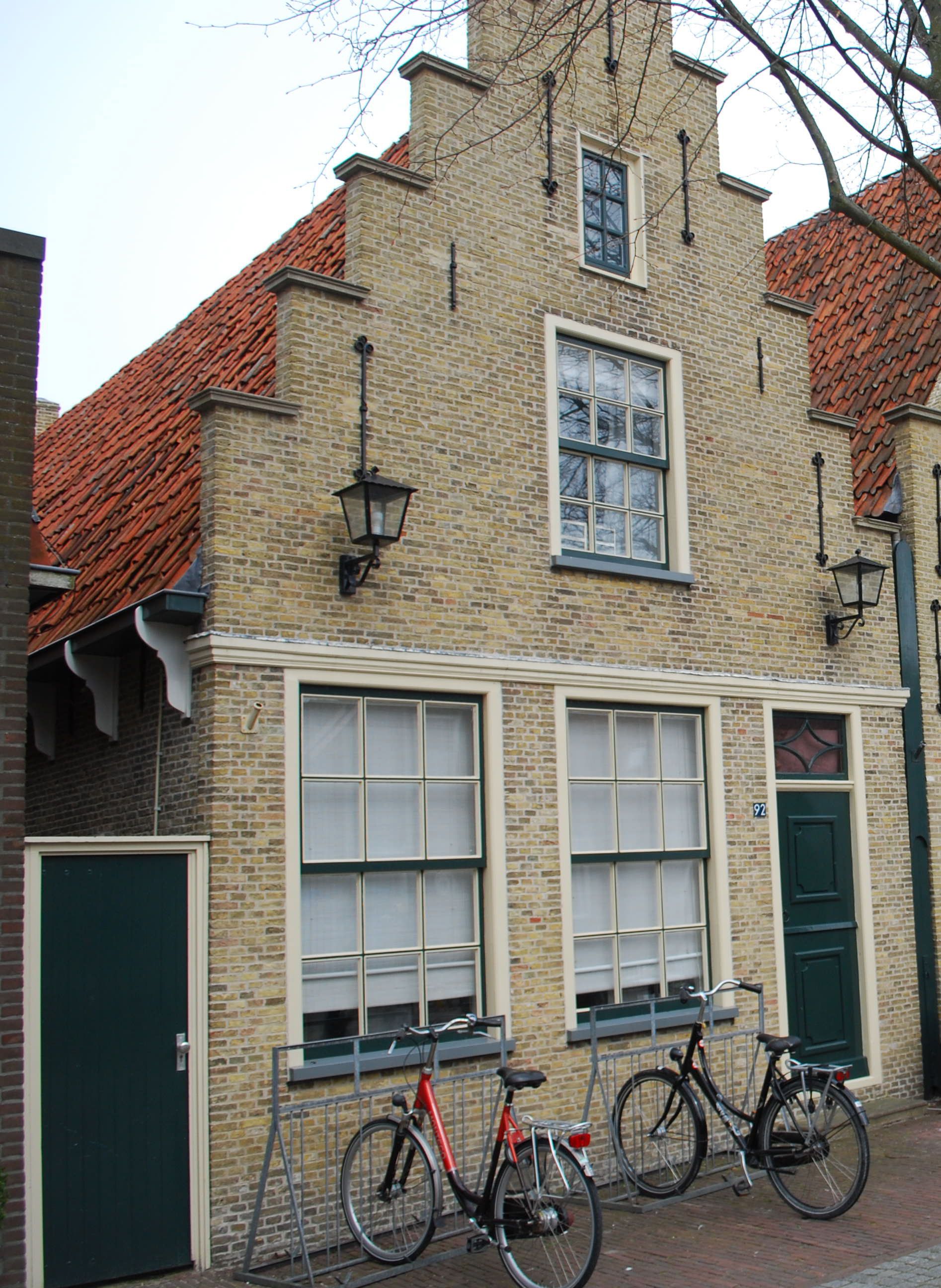
Una casa en Oost-Vlieland
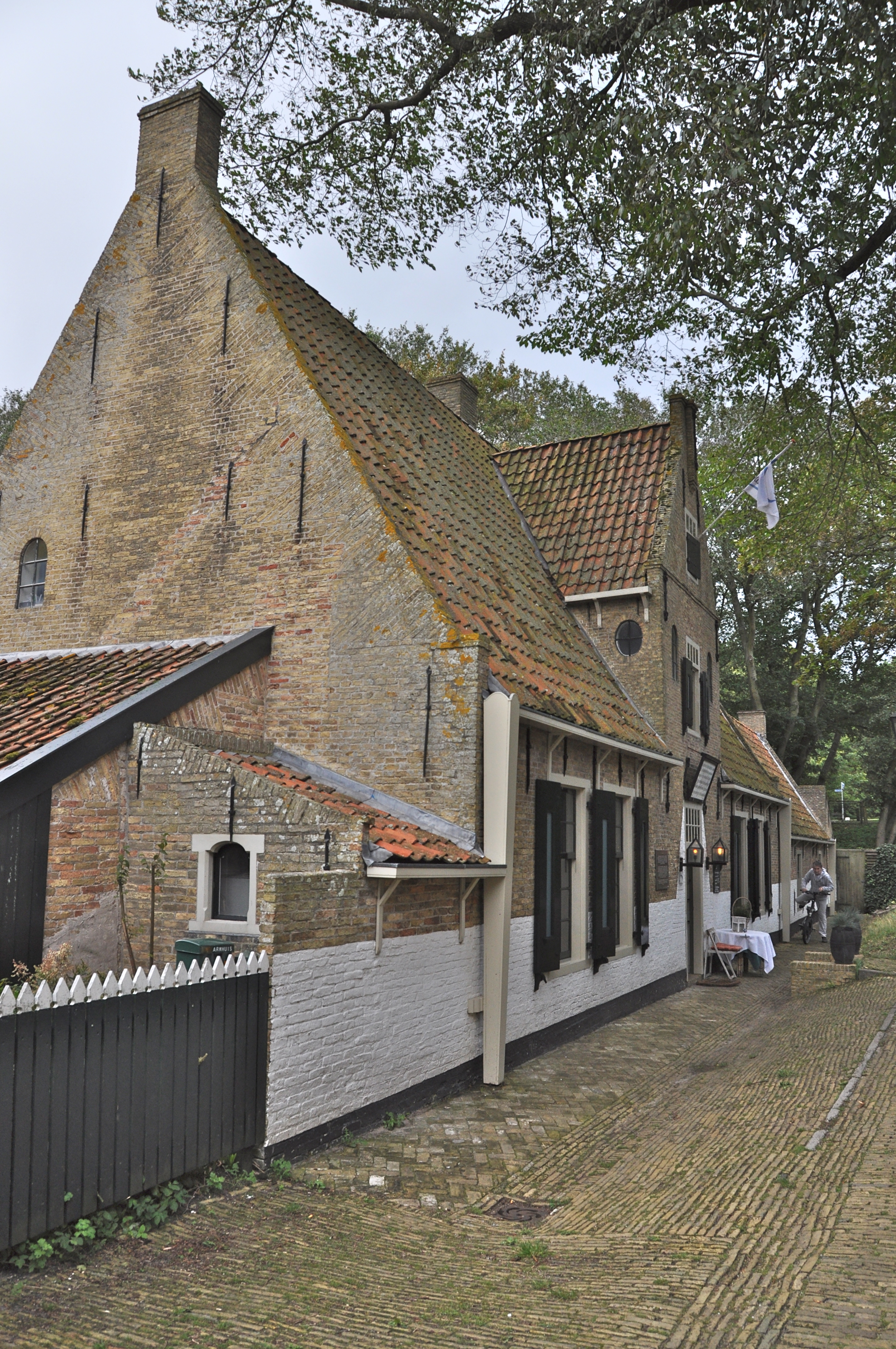
Oost-Vlieland
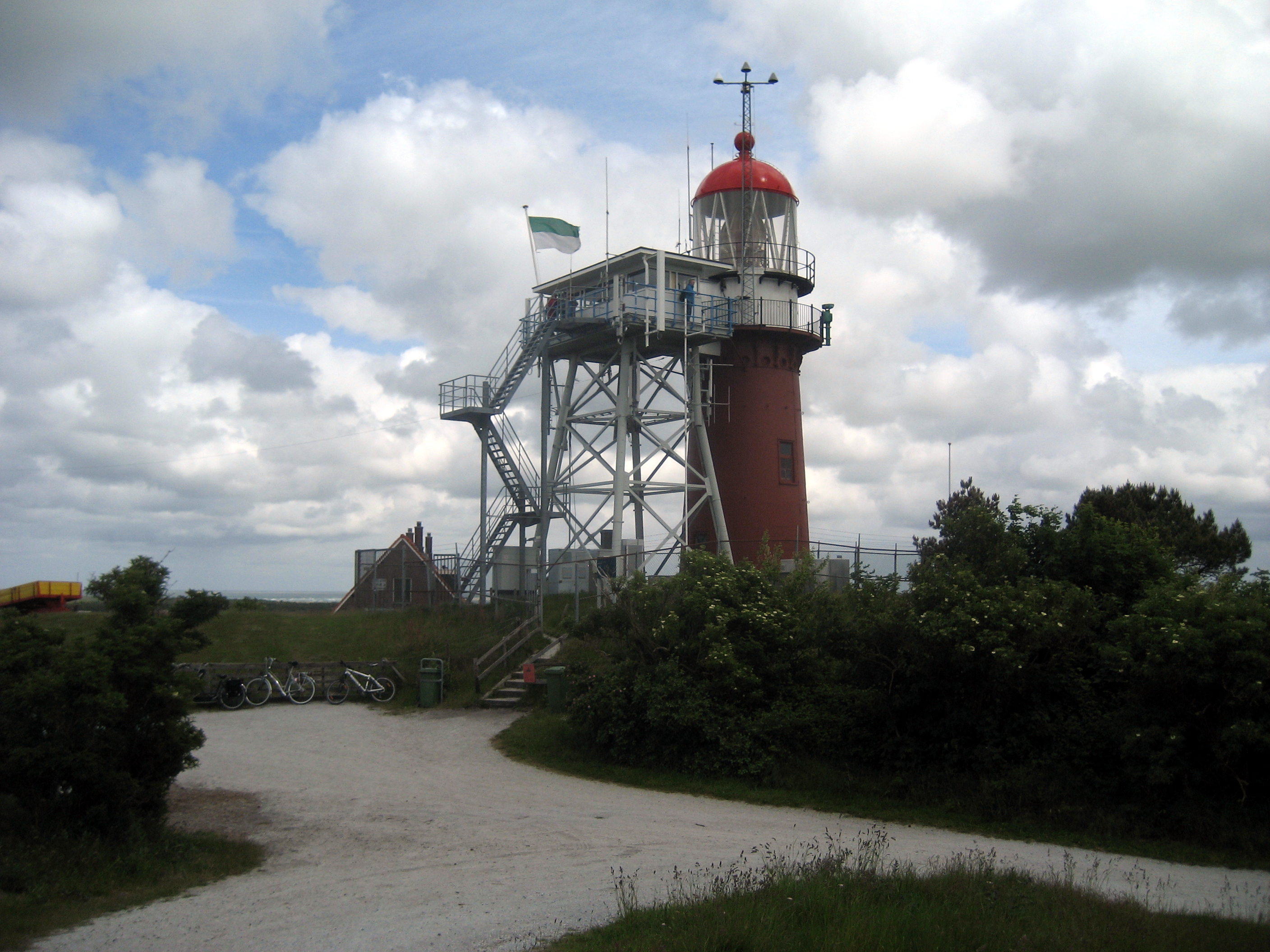
Faro Vuurduin
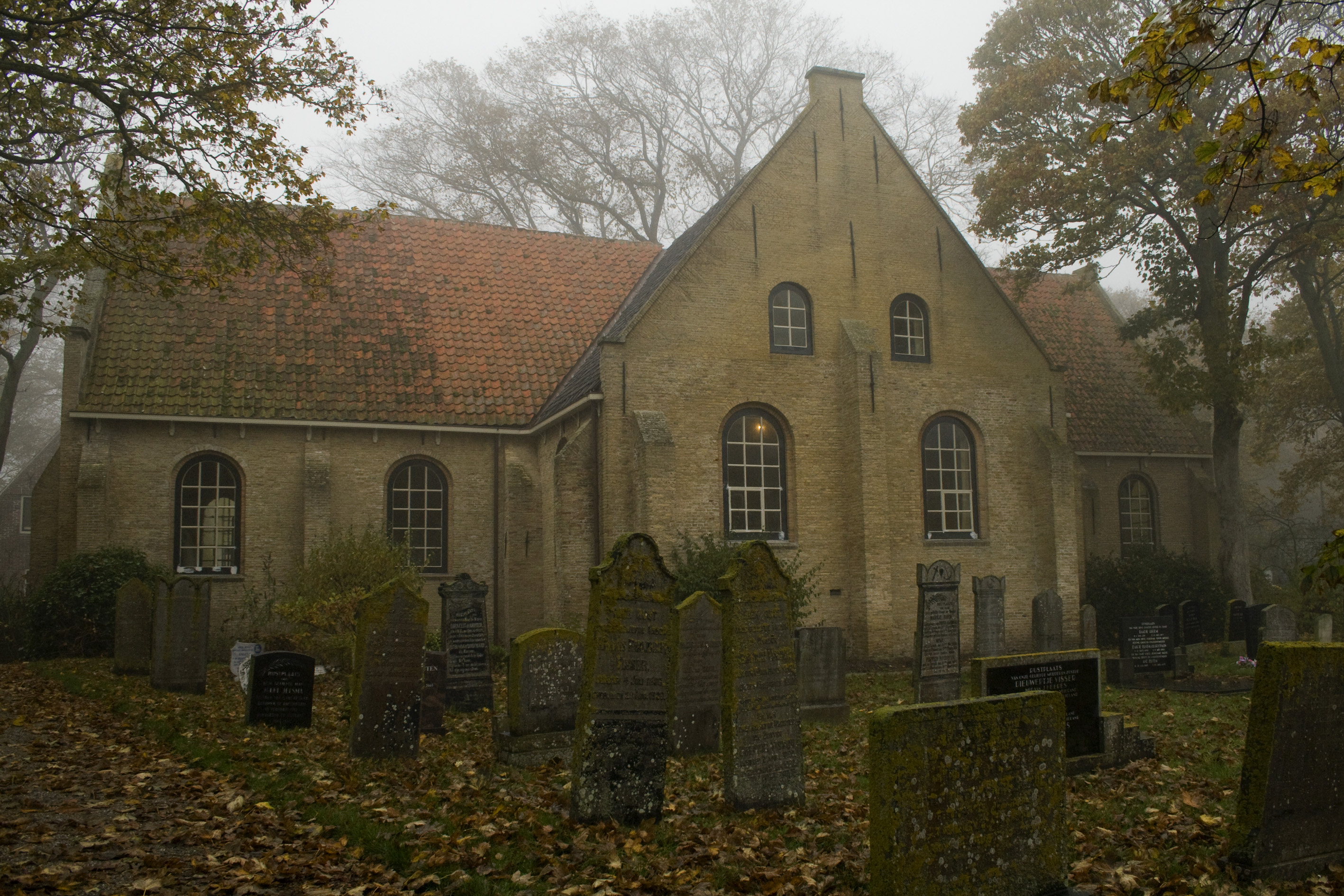
Iglesia de San Nicolás en Oost-Vlieland